# El gato al agua
El gato al agua és un programa de televisió i ràdio, produït per Intereconomía Corporación i emès entre les 21:45h i les 00:00h de dilluns a divendres per Intereconomía Televisión i Radio Intercontinental des del 21 de novembre de 2005.
Actualment, Intereconomía TV es pot veure en la TDT a la Comunitat de Madrid, Guadalajara, Aragó i Múrcia; a Movistar TV (canal 112), Ono (canal 149), Euskaltel (canal 981) i a internet a través de Intereconomía TV Arxivat 2014-11-15 a Wayback Machine..

## Presentador
Des dels seus inicis fins a gener de 2013, va ser presentat pel periodista Antonio Jiménez. A causa del seu canvi a 13 TV per a presentar El cascabel, va ser substituït per Javier Algarra. Aquest es va mantenir com a presentador fins a octubre de 2016. Va passar a presentar-ho el director de la cadena, Gonzalo Bans fins a desembre de 2018. Actualment, el presentador és José Javier Esparza.

## Format
Els continguts d' El gato al agua se centren en l'actualitat del panorama polític espanyol. La base del programa són les tertúlies entre quatre (a vegades cinc) convidats, moderats pel presentador del programa.
Durant el programa els teleespectadors i radiooients poden votar via SMS al contertulià que millor l'estigui fent, el qual rebrà el Gato (una estatueta) en finalitzar l'emissió. També poden respondre de la mateixa manera a una pregunta de caràcter tancat, amb dues opcions de resposta, sobre un tema d'actualitat exposat al principi del programa. A part del debat, s'efectuen sondejos d'opinió a peu de carrer i lectura i succinta anàlisi de les portades dels rotatius de l'endemà.
El seguiment de les votacions està presentat per una jove periodista, que serveix de suport al presentador. Aquesta labor va ser realitzada fins a 2012 per la periodista Ana Gugel.
El gato al agua, des de setembre de 2014 simultanejat per Intereconomía TV i Ràdio Intereconomía:
- De dilluns a divendres de 22.00 a 0.00 presentat per Javier Algarra
- Dissabtes de 22.00 a 0.00 presentat per Xavier Horcajo
- Diumenges i festius nacionals no hi ha programa se substitueix en TV per una pel·lícula que comença a les 22.00 hora peninsular d'Espanya i en la ràdio per música enllaunada de jazz, blues, etcètera.
- A Ràdio Inter/Intercontinental no s'emet El gato al aigua en el seu lloc emeten Radio Internacional de la Xina.

## Origen de l'expressió
«Llevarse el gato al agua» al·ludeix al que venç a un altre en una contesa o disputa per alguna qüestió concreta.

## Col·laboradors
Els habituals comentaristes polítics de la tertúlia solen tenir una tendència liberal-conservadora, cas dels periodistes Eduardo García Serrano, Román Cendoya, José Javier Esparza, Kiko Méndez-Monasterio, Xavier Horcajo o Javier García Isac; els polítics Alejo Vidal-Quadras, Rafael López Diéguez o Santiago Abascal; l'economista Miguel Durán o l'advocat Mario Conde, Iván Espinosa de los Monteros, José María Treviño Ruiz, Joaquín Javaloys, Ana Velasco Vidal-Abarca, María Jesús González Fueyo, Laura Rodríguez Soler, Víctor González, Mazaly Aguilar, Víctor Sánchez del Real, Fernando Paz, Javier Galúe, etcétera 
Entre altres tertulians, començaren llurs aparicions en la televisió polítics com Pablo Iglesias Turrión, Pedro Sánchez, Tania Sánchez Melero o Antonio Miguel Carmona.

## Premis
En juny de 2007, el Club Internacional de Prensa premià El gato al agua com el millor representant del que es fa avui dia en la Televisió Digital Terrestre. Al juny de l'any següent, l'Agrupació de teleespectadors i Radiooients (ATR) va atorgar al programa el premi al millor programa de debat «per la seva independència i pluralitat» i, un mes després, Antonio Jiménez, director i presentador del programa va ser guardonat amb la Antena de Oro concedida per la Federació d'Associacions de Ràdio i Televisió d'Espanya. En 2009 va obtenir el Premi Españoles Ejemplares que entrega la Fundación para la Defensa de la Nación Española (DENAES), en la categoria de periodisme en reconeixement de la seva defensa de la nació espanyola a través d'una línia editorial molt crítica amb els nacionalismes perifèrics.

## Audiències
L'espectador mitjà de El gato al agua són homes i dones majors de 35 anys i amb un nivell de renda mig-alt. Han estat diversos els moments en els quals el programa d'Intereconomía Televisión ha collit èxits d'audiència per sobre dels habituals.
- Manifestacions del 15-M: Intereconomía Televisión i en concret el programa El gato al aigua va destacar per la cobertura informativa que se li va donar a les acampades del moviment 15-M a Madrid i altres ciutats espanyoles.[8]

- Vaga general del 29 de març: El gato al agua assoleix el 4,1 % de quota de pantalla i 806.000 espectadors de mitjana.[9]

- Entrevista a Mariano Rajoy: abans de les eleccions generals El gato al agua va entrevistar en exclusiva al candidat pel Partido Popular Mariano Rajoy.[10]

- Rumors sobre la nacionalització de Bankia: El gato al agua va ser el programa més vist de la TDT amb els seus comentaris sobre la nacionalització de Bankia, amb un 2,4% de quota de pantalla.[11]

- Dimissió d'Esperanza Aguirre: Va collir una audiència mitjana del 2,7% amb 481.000 espectadors, superant les audiències de l'estiu.[12]

- Manifestació del 25S: Va tenir una audiència de 641.000 espectadors amb un 3,4 % de quota de pantalla.[13]

- Eleccions catalanes: Va obtenir una audiència de 560.000 espectadors i un 2,7% de quota de pantalla, superant la mitjana de la cadena que va obtenir un 1,4 %.[14]

## Polèmiques
Al juny de 2010 el Ministeri d'Igualtat d'Espanya va elevar al Ministeri d'Indústria el cas dels insults que el tertulià del programa Eduardo García Serrano va proferir contra la consellera de Salut de la Generalitat de Catalunya, Marina Geli. La Comissió d'Igualtat del Congrés dels Diputats d'Espanya va ser l'encarregada d'examinar el vídeo dels insults.
Així mateix, en la comissió, les diputades del PP es van absentar perquè no es va autoritzar l'exhibició del vídeo, per defecte de forma, en la qual el tertulià i el director del programa Antonio Jiménez demanaven disculpes. Després de la polèmica, i segons la premsa afí a la cadena, el PSOE va prohibir Antonio Miguel Carmona participar en Intereconomía. En cap moment el PSM va verificar tal notícia. Així i tot, Antonio Miguel Carmona es va reincorporar a l'inici d'aquesta temporada.